# (2072) Космодемьянская
(2072) Космодемьянская (лат. Kosmodemyanskaya) — типичный астероид главного пояса, открыт 31 августа 1973 года советским астрономом Тамарой Смирновой в Крымской астрофизической обсерватории и 1 апреля 1980 года назван в честь Любови Тимофеевны Космодемьянской, матери двух погибших во время Великой Отечественной войны Героев Советского Союза, Александра и Зои Космодемьянских.

## Обнаружение и именование
(2072) Космодемьянская
Открыт 31 августа 1973 года в Крымской астрофизической обсерватории Т. М. Смирновой.
Назван в память об общественном работнике Любови Тимофеевне Космодемьянской (1900—1978), матери советских героев Зои и Александра Космодемьянских. Смотрите также цитаты для малых планет (1793) и (1977).
Оригинальный текст (англ.)2072 Kosmodemyanskaya
Discovered 1973 Aug. 31 by T. M. Smirnova at the Crimean Astrophysical Observatory.
Named in memory of Lubov' Timofeevna Kosmodemyanskaya (1900—1978), social worker, mother of Soviet heroes Zoya and Aleksandr Kosmodemyanskij. See also the citations for minor planets (1793) and (1977).
Источник: M.P.C. 5282.

## Орбита

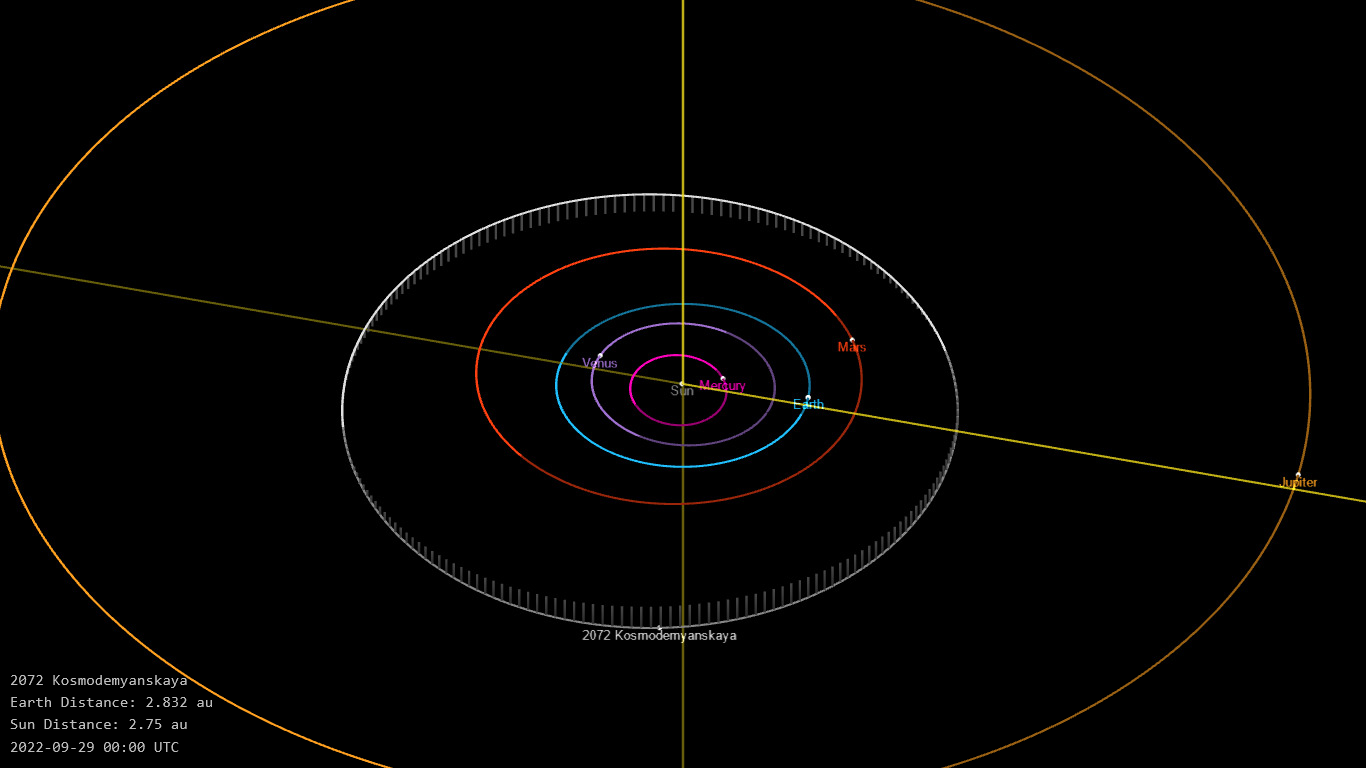
Орбита астероида Космодемьянская и его положение в Солнечной системе

## Физические характеристики
Астероид относится к таксономическому классу S.
По результатам наблюдений в видимом и ближнем инфракрасном диапазоне космического телескопа NEOWISE диаметр астероида оценивается равным 4,843±0,215 км. Согласно тем же источникам альбедо оценивается как 0,6805±0,1904 и 0,681±0,190.